# L'orlo argenteo delle nuvole
L'orlo argenteo delle nuvole (in inglese The Silver Linings Playbook) è il primo romanzo di Matthew Quick, edito nel 2008. In seguito all'uscita del suo  adattamento cinematografico, è stato ripubblicato con il titolo Il lato positivo.

## Trama
Pat Peoples è un ex-insegnante di storia che esce da un manicomio dove è stato rinchiuso per quattro anni, convinto di averci passato solo qualche mese. Dopo essere tornato a vivere con i suoi genitori, Pat cerca di rimettere insieme i pezzi della propria vita per rimettersi con Nikki, la sua ex-moglie. Una sera, durante una cena dal suo amico Ronny, conosce la cognata di questi, Tiffany Webster, che ha da poco perso il lavoro dopo che il marito poliziotto è morto. Dopo che lui rifiuta la proposta di Tiffany di fare sesso, lei gli propone di aiutarla a prepararsi per una gara di ballo, al che lui accetta.
Nel frattempo cerca anche di recuperare certi ricordi che ha perduto, in particolare su come è finito in manicomio e si è lasciato con Nikki. Dopo la gara, alla fine della quale Tiffany bacia Pat, lui riceve una serie di lettere presumibilmente scritte dall'ex-moglie, che gli propone di incontrarsi nel luogo dove lui le ha chiesto la mano. Ma al posto di Nikki trova Tiffany, che afferma di aver scritto delle false lettere mentre Nikki non sa nemmeno che Pat è uscito dal manicomio. Lui si arrabbia e se ne va infuriato avendo un incidente poco dopo. In seguito si risveglia all'ospedale, dove incontra i suoi parenti e amici, tutti arrabbiati con Tiffany per ciò che ha fatto.
In seguito Pat, dopo aver visto il video del suo matrimonio, si ricorda ciò che è successo anni prima: aveva sorpreso la moglie nella doccia con un amante, e dopo aver quasi ucciso quest'ultimo Pat era stato colpito alla testa da Nikki, perdendo i sensi. Così Pat decide di andare nel luogo dove vive la sua ex-moglie, che ora si è risposata con il suo amante dal quale ha avuto dei figli, e la guarda dal finestrino della macchina, capendo che non si rimetterà più con lei.
Poco tempo dopo, riceverà una lettera da parte di Tiffany che gli racconta come è morto suo marito, e di come lei lo ami. Il romanzo si conclude con Pat e Tiffany che ammettono di aver bisogno l'uno dell'altra.

## Stile
Il romanzo è narrato in prima persona da Pat, ma alcuni capitoli consistono nelle lettere tra lui e Tiffany/Nikki, con uno stile più vicino al romanzo epistolare.

## Adattamento cinematografico
Da questo romanzo è stato tratto un film nel 2012, diretto e sceneggiato da David O. Russell.

## Edizioni
- Matthew Quick, L'orlo argenteo delle nuvole, Salani, 2013,  p. 290, ISBN 9788867152933.